# Albtrauf Heubach
Das Gebiet Albtrauf Heubach ist ein 2007 eingerichtetes und mit Verordnung vom 5. Februar 2010 durch das Ministerium für Ernährung und Ländlichen Raum festgelegtes Europäisches Vogelschutzgebiet (Schutzgebietskennung DE-7225-401) im baden-württembergischen Ostalbkreis in Deutschland.

## Lage
Das rund 427 Hektar große Vogelschutzgebiet „Albtrauf Heubach“ liegt auf einer durchschnittlichen Höhe von 638 m ü. NN, südöstlich der Heubacher Ortsmitte.

## Beschreibung
Beschrieben wird das Gebiet „Albtrauf Heubach“ als „Albtrauf – der nordwestlich ausgerichtete Steilabfall der Schwäbischen Alb – mit ausgedehnten Buchenwäldern, eingestreuten Wacholderheiden und Felsformationen“.

### Lebensraumklassen
|                                                         |                                                         |  |      |      |
| Laubwald                                                | Laubwald                                                |  | 2 %  | 2 %  |
| Mischwald                                               | Mischwald                                               |  | 96 % | 96 % |
| Binnenlandfelsen, Geröll- und Schutthalden, Sandflächen | Binnenlandfelsen, Geröll- und Schutthalden, Sandflächen |  | 2 %  | 2 %  |
|                                                         |                                                         |  |      |      |

## Schutzzweck
Die gebietsbezogenen Erhaltungsziele sind je nach Art unterschiedlich beschrieben:

### Brutvögel
Brutvogelarten, die im Anhang I der Vogelschutzrichtlinie aufgelistet und für die in ganz Europa besondere Maßnahmen anzuwenden sind. In diese Kategorie fallen in Baden-Württemberg insgesamt 39 Arten.

#### Mittelspecht(Dendrocopos medius)

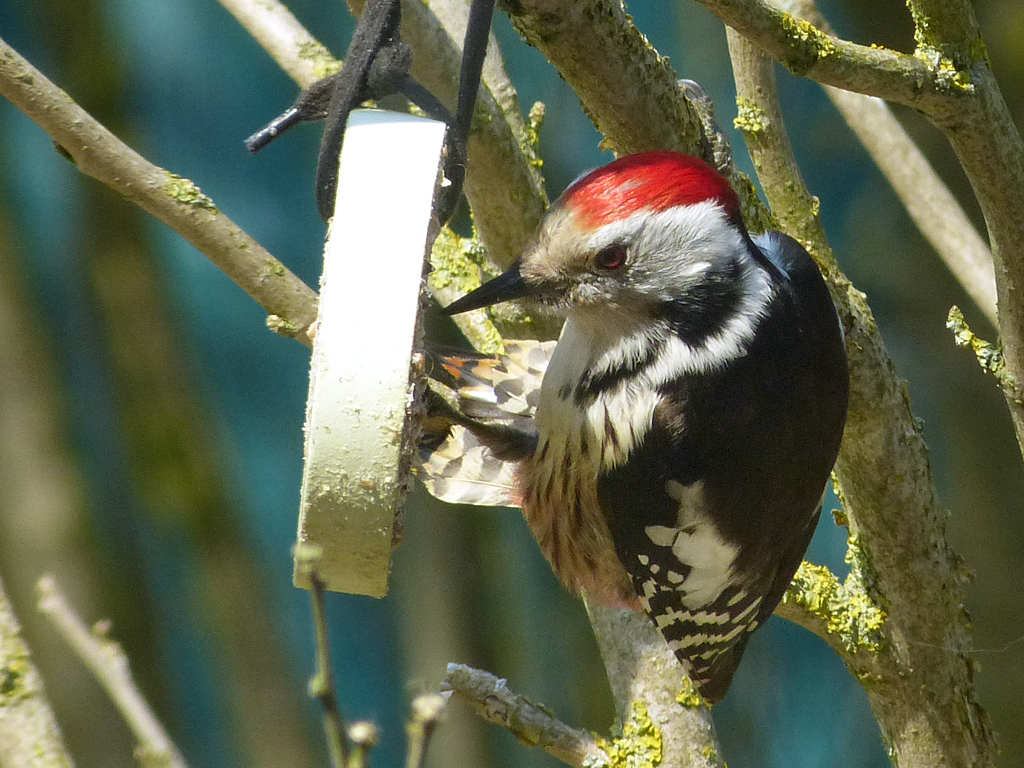
Mittelspecht

Erhaltung von Laub- und Laubmischwäldern, insbesondere mit Eichenanteilen, von Auen- und Erlenwäldern, von extensiv bewirtschafteten Streuobstwiesen, von Altbäumen und Altholzinseln, von stehendem Totholz sowie Bäumen mit Höhlen.

#### Uhu(Bubo bubo)

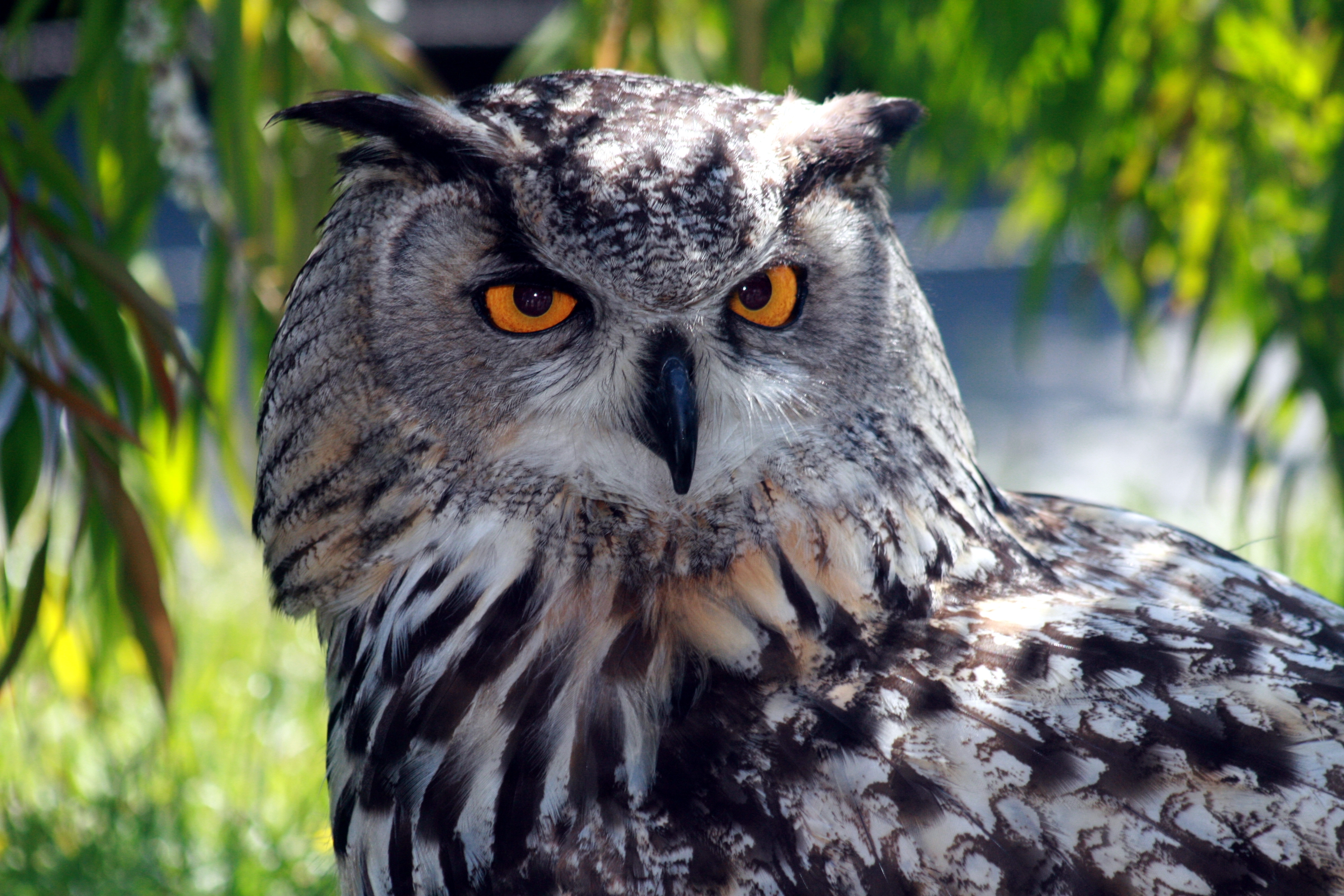
Uhu

Erhaltung der offenen Felswände und von Steinbrüchen jeweils mit Höhlen, Nischen und Felsbändern, Erhaltung von reich strukturierten Kulturlandschaften im Umfeld von vorgenannten Lebensstätten, von offenem Wiesengelände mit Heckenstreifen, Erhaltung der Lebensräume ohne Gefahrenquellen wie nicht vogelsichere Freileitungen und Windkraftanlagen sowie störungsfreier oder zumindest störungsarmer Fortpflanzungs- und Ruhestätten.

#### Wanderfalke(Falco peregrinus)

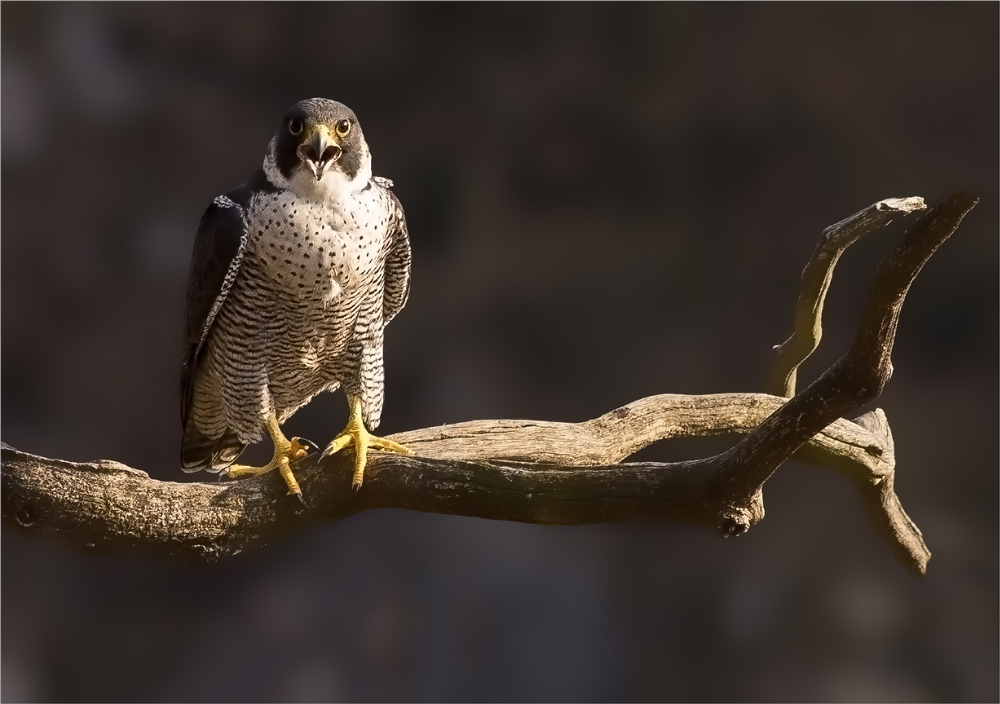
Wanderfalke

Erhaltung der offenen Felswände und von Steinbrüchen jeweils mit Höhlen, Nischen und Felsbändern, Erhaltung der Lebensräume ohne Gefahrenquellen wie nicht vogelsichere Freileitungen und ungesicherte Schornsteine sowie Erhaltung störungsfreier oder zumindest störungsarmer Fortpflanzungsstätten während der Fortpflanzung in der Zeit vom 15. Februar bis 30. Juli.

### Zugvögel
Weitere, nicht in Anhang I aufgelistete Zugvogelarten, die im Land brüten und für die Schutzgebiete ausgewählt wurden. In diese Kategorie fallen in Baden-Württemberg insgesamt 36 Arten.

#### Hohltaube(Columba oenas)
Erhaltung von Laub- und Laubmischwäldern, von Altbäumen und Altholzinseln, von Bäumen mit Großhöhlen sowie Grünlandgebieten und extensiv genutzten Feldfluren mit Brachen, Ackerrandstreifen sowie wildkrautreichen Grassäumen.